# Championnat de Belgique de football de troisième division 2013-2014
Navigation
saison précédente saison suivante
Le championnat de football D3 2013-2014 est la 85e compétition belge de football du 3e niveau national. Les trente-six participants sont répartis en deux groupes de 18.
Pour cette édition, la composition des séries voit les deux cercles hennuyers (Tournai et Ath) versés avec les cercles frandriens ; tandis que les autres équipes wallonnes sont placées ensembles avec principalement les cercles du Limbourg.
Le K. RC Mechelen remporte la série A et retrouve la Division 2 vingt ans après l'avoir quittée. Champion en série B, le KV Woluwe-Zaventem intègre l'antichambre de l'élite pour la première fois de son Histoire.
Le SK Sint-Niklaas connaît une seconde relégation consécutive et bascule donc de D2 en Promotion en l'espace de deux ans. Relégué de l'antichambre de l'élite en 2012, le Standaard Wetteren retourne également en Promotion, niveau qu'il avait quitté en 2003.
Auteurs d'une 3e période catastrophique, Charleroi-Fleurus, en proie à de grosses dissensions internes durant toute la saison, et Huy sont contraints de descendre d'un étage.
La fin de saison est de nouveau marquée par de longues procédures pour l'octroi de certaines licences d'accès au football rémunéré.
Le K. Patro Eisden Maasmechelen remporte le tour final, devant l'Union St-Gilloise, et obtient le droit de monter en D2, qu'il avait quittée pour la dernière fois en 2005 (à l'époque renvoyé en Promotion à la suite de soucis financiers)

## Licences pour le football rémunéré
L'accession à la Division 2 étant soumise à la condition d'obtenir la licence requise, la fin de cette saison est marquée par une situation particulière. Seuls deux clubs de la « série A » (K. RC Mechelen et Deinze) demandent et reçoivent le fameux sésame, alors que le nombre de candidats est plus élevé dans la « série B » avec huit demandeurs.
Après le retrait de Bocholt, les sept demandes restantes sont traitées et cinq avalisées. Celles de KV Woluwe-Zaventem, du Patro Eisden et de KV Turnhout sont acceptées par la commission idoine de l'URBSFA. L'Union St-Gilloise et Berchem Sport obtiennent gain de cause devant la CBAS, le 2 mai 2014. Par contre, le même jour, la demande de l'UR La Louvière Centre est refusée. Immédiatement, l'URLLC annonce son intention d'entamer, dès le lundi 5 mai, une action en référé devant la justice civile, .
Le lundi 5 mai 2014, c'est le R. CS Verviers (2e de la Série B)qui reçoit une réponse négative de la CBAS et ne peut donc pas prendre part au tour final

## Clubs participants 2013-2014
La composition des séries en vue de la saison 2013-2014 a été publiée par l'URBSFA en date du 3 juin 2013. Elle reste sujettes à d'éventuelles adaptations jusqu'à leur confirmation par la Commission ad hoc.
- la Colonne "Mat" renseigne le numéro matricule du club concerné.

### Série A
| #  | Nom                                              | Mat. | Ville         | Stades             | En D3 depuis    | Total en D3 | S. précédente         |
| -- | ------------------------------------------------ | ---- | ------------- | ------------------ | --------------- | ----------- | --------------------- |
| 1  | Koninklijke Sportvereniging Oudenaarde           | 81   | Audenarde     | Burg. Thienpont    | 2013-2014 (1re) | 36 saisons  | Division 2 17e        |
| 2  | Sportkring Sint-Niklaas                          | 9264 | St-Nicolas/W. | Meesterstraat      | 2013-2014 (1re) | 10 saisons  | Division 2 18e        |
| 3  | Koninklijke Racing Club Mechelen                 | 24   | Malines       | O. Van Kesbeeck    | 2011-2012 (3e)  | 24 saisons  | 2e série A            |
| 4  | Royal Football Club Tournai                      | 26   | Tournai       | Luc Varenne        | 2011-2012 (3e)  | 35 saisons  | 13e série B           |
| 5  | Koninklijke Football Club Vigor Wuitens Hamme    | 211  | Hamme         | Gemeentelijke      | 2009-2010 (5e)  | 33 saisons  | 8e série A            |
| 6  | Koninklijke Sportvereniging Bornem               | 342  | Bornem        | Het Breeven        | 2010-2011 (4e)  | 18 saisons  | 10e série A           |
| 7  | Koninklijke Maatschappij Sportkring Deinze       | 818  | Deinze        | Burg. Van De Wiele | 2009-2010 (5e)  | 6 saisons   | 13e série A           |
| 8  | Koninklijke Maatschappij Torhout 1992            | 822  | Torhout       | Velodroom          | 2009-2010 (5e)  | 14 saisons  | 7e série A            |
| 9  | Koninklijke Football Club Izegem                 | 935  | Izegem        | Stedelijke         | 2012-2013 (2e)  | 27 saisons  | 16e série A           |
| 10 | Koninklijke Voetbalvereniging Coxyde             | 1934 | Coxyde        | Henri Houtsaegers  | 2009-2010 (5e)  | 5 saisons   | 9e série A            |
| 11 | Koninklijke Rupel Boom Football Club             | 2138 | Boom          | Gemeentelijk Park  | 2011-2012 (3e)  | 12 saisons  | 4e série A            |
| 12 | Royal Géants Athois                              | 2899 | Ath           | des Géants         | 2011-2012 (3e)  | 3 saisons   | 15e série B           |
| 13 | Football Club Verbroedering Dender Eed. Hekel.   | 3900 | Denderleeuw   | Van Roy            | 2012-2013 (2e)  | 9 saisons   | 7e série B            |
| 14 | Koninklijke Sportvereniging Temse                | 4297 | Tamise        | Fernand Schuermans | 2009-2010 (5e)  | 6 saisons   | 11e série A           |
| 15 | Koninklijke Standaard Wetteren                   | 5479 | Wetteren      | Marcel De Kerpel   | 2012-2013 (2e)  | 20 saisons  | 12e série A           |
| 16 | Koninklijke Oude-Leerlingen St-Augustinus Brakel | 5553 | Brakel        | OLSA               | 2010-2011 (4e)  | 4 saisons   | 14e série A           |
| 17 | Koninklijke Racing Club Gent-Zeehaven            | 11   | Gand          | PGB                | 2013-2014 (1re) | 36 saisons  | Promotion 1er série A |
| 18 | Koninklijke Londerzeel Sportkring                | 3630 | Londerzeel    | Burg. A. Lambert   | 2013-2014 (1re) | 3 saisons   | Promotion 1er série B |

#### Localisations Série A
| \| St-Nicolas Audenarde Boom BOR Gand Dender Hamme TEM Londerzeel Wetteren RC Mechelen Coxyde Torhout Izegem Deinze Brakel Tournai Ath \| Localisation des clubs engagés en Division 3A 2013-2014 |
| St-Nicolas Audenarde Boom BOR Gand Dender Hamme TEM Londerzeel Wetteren RC Mechelen Coxyde Torhout Izegem Deinze Brakel Tournai Ath                                                               |

Explications:
BOR = Bornem
TEM = Tamise

### Série B
| #  | Nom                                              | Mat. | Ville        | Stades                | En D3 depuis    | Total en D3 | S. précédente         |
| -- | ------------------------------------------------ | ---- | ------------ | --------------------- | --------------- | ----------- | --------------------- |
| 1  | Royal Cercle Sportif Verviétois                  | 8    | Verviers     | Bielmont              | 2005-2006 (9e)  | 29 saisons  | 16e série B           |
| 2  | Royale Union Saint-Gilloise                      | 10   | St-Gilles    | Joseph Marien         | 2008-2009 (6e)  | 26 saisons  | 17e série B           |
| 3  | Koninklijke Berchem Sport                        | 28   | Berchem      | Ludo Coeck            | 2012-2013 (2e)  | 11 saisons  | 5e série A            |
| 4  | Royal Cappellen Football Club                    | 43   | Kapellen     | Jos Van Wellen        | 2012-2013 (2e)  | 33 saisons  | 6e série A            |
| 5  | Royal Football Club Huy                          | 76   | Huy          | av. de la Croix-Rouge | 2010-2011 (4e)  | 19 saisons  | 5e série B            |
| 6  | Koninklijke Voetbalclub Turnhout                 | 148  | Turnhout     | Stadspark             | 2011-2012 (3e)  | 35 saisons  | 15e série A           |
| 7  | Union Royale La Louvière Centre                  | 213  | La Louvière  | du Tivoli             | 2008-2009 (6e)  | 14 saisons  | 4e série B            |
| 8  | Royale Union Wallonne Ciney                      | 460  | Ciney        | Lambert               | 2012-2013 (2e)  | 6 saisons   | 8e série B            |
| 9  | Royal Football Club Union La Calamine            | 526  | La Calamine  | Prince Philippe       | 2011-2012 (3e)  | 8 saisons   | 11e série B           |
| 10 | Koninklijke Bocholter Voetbalvereniging          | 595  | Bocholt      | Damburg               | 2001-2002 (13e) | 14 saisons  | 2e série B            |
| 11 | Koninklijke Sportclub Grimbergen                 | 1021 | Grimbergen   | Prinsenbos            | 2010-2011 (4e)  | 4 saisons   | 10e série B           |
| 12 | Koninklijke Voetbalclub Woluwe-Zaventem          | 3197 | Zaventem     | Gemeentelijke         | 2008-2009 (6e)  | 6 saisons   | 12e série B           |
| 13 | Patro Eisden Maasmechelen                        | 3434 | Maasmechelen | Patro                 | 2008-2009 (6e)  | 6 saisons   | 12e série B           |
| 14 | Koninklijke Diegem Sport                         | 3887 | Diegem       | Gemeentelijke         | 2003-2004 (11e) | 16 saisons  | 14e série B           |
| 15 | Royal Charleroi Fleurus                          | 5192 | Charleroi    | de la Neuville        | 2010-2011 (4e)  | 4 saisons   | 6e série B            |
| 16 | Royal Sprimont Comblain Sport                    | 260  | Sprimont     | du Tultay             | 2013-2014 (1re) | 10 saisons  | Promotion 1er série D |
| 17 | Koninklijke Sporting Hasselt                     | 3245 | Hasselt      | Stedelijke            | 2013-2014 (1re) | 11 saisons  | Promotion 4e série C  |
| 18 | Koninklijke Football Club Oosterzonen Oosterwijk | 3970 | Oosterwijk   | Stedelijke            | 2013-2014 (1re) | 1 saison    | Promotion 1er série C |

#### Localisations Série B
| \| Cappellen Berchem Turnhout Oosterwijk Bocholt Hasselt P. Eisden Grimbergen Diegem W-Zaventem Union SG La Louvière Charleroi-Fl. Ciney Huy Sprimont Verviers La Calamine \| Localisation des clubs engagés en Division 3B 2013-2014 |
| Cappellen Berchem Turnhout Oosterwijk Bocholt Hasselt P. Eisden Grimbergen Diegem W-Zaventem Union SG La Louvière Charleroi-Fl. Ciney Huy Sprimont Verviers La Calamine                                                               |

## Classements 2013-2014

### Légende
|                  | Champion et promu en Division 2                          |
|                  | Qualifié pour le tour final pour la montée en Division 2 |
|                  | clubs devant prendre part au Tour final des Promotions   |
|                  | Relégation en Promotion                                  |
| en diminution    | Relégué de D2 depuis la saison 2012-2013                 |
| en augmentation  | Promu de Promotion (D4) depuis la saison 2012-2013       |
| (T1), (T2), (T3) | Vainqueurs de périodes 2012-2013                         |

### Division 3A

#### Classement final
- NOTE: Les 10 premières journées composent le classement de la "première tranche". Pour rappel les 3 vainqueurs de tranche sont assurés de participer au tour final (sous réserve de l'acception de leur demande de licence pour la Division 2)
- Champion d'automne: K. SV Oudenaarde

| Rang | Équipe                     | Pts | J  | G  | N  | P  | Bp | Bc | Diff |
| ---- | -------------------------- | --- | -- | -- | -- | -- | -- | -- | ---- |
| 1    | K. RC MECHELEN (T2/T3)     | 74  | 34 | 22 | 8  | 4  | 76 | 36 | +40  |
| 2    | K. SV Oudenaarde (T1)      | 67  | 34 | 20 | 7  | 7  | 64 | 37 | +27  |
| 3    | KM SK Deinze               | 57  | 34 | 16 | 9  | 9  | 53 | 38 | +15  |
| 4    | K. Londerzeel SK           | 57  | 34 | 16 | 9  | 9  | 55 | 41 | +14  |
| 5    | K. VV Coxyde               | 56  | 34 | 15 | 11 | 8  | 66 | 46 | +20  |
| 6    | R. Géants Athois           | 50  | 34 | 13 | 11 | 10 | 47 | 39 | +8   |
| 7    | K. OLSA Brakel             | 50  | 34 | 14 | 8  | 12 | 59 | 58 | +1   |
| 8    | K. RC Gent-Zeehaven        | 48  | 34 | 13 | 9  | 12 | 51 | 46 | +5   |
| 9    | R. FC Tournai              | 46  | 34 | 12 | 10 | 12 | 53 | 55 | -2   |
| 10   | Torhout KM 1992            | 41  | 34 | 11 | 8  | 15 | 39 | 55 | -16  |
| 11   | FC Verbroedering Dender EH | 40  | 34 | 11 | 7  | 16 | 45 | 59 | -14  |
| 12   | K. Rupel Boom FC           | 39  | 34 | 11 | 7  | 16 | 41 | 63 | -22  |
| 13   | K. FC Vigor Wuitens Hamme  | 39  | 34 | 10 | 10 | 14 | 60 | 65 | -5   |
| 14   | K. FC Izegem               | 38  | 34 | 9  | 11 | 14 | 45 | 59 | -14  |
| 15   | K. SV Temse                | 37  | 34 | 10 | 7  | 17 | 46 | 56 | -10  |
| 16   | K. SV Bornem               | 36  | 34 | 10 | 6  | 18 | 54 | 60 | -6   |
| 17   | SK St-Niklaas              | 33  | 34 | 8  | 9  | 17 | 40 | 50 | -10  |
| 18   | K. Standaard Wetteren      | 32  | 34 | 8  | 8  | 18 | 35 | 66 | -31  |

NOTE: Le K. SV Oudenaarde et le K. Londerzeel SK n'ont pas introduit de demande de licence pour le football rémunéré et ne seront donc pas promus en Division 2. À quatre matches de la fin, le RC Mechelen (à ce moment toujours dans l'attente de l'acceptation de sa licence) est assuré devancer mathématiquement le KM SK Deinze premier poursuivant ayant demandé une licence. Une semaine plus tard, les Rats malinois reçoivent la précieuse licence et sont donc certains de monter en D2 avant même d'être sacrés champions !

#### Tableau des rencontres de la Série A
Les numéros des quatre dernières journées sont indiqués en regard des matches concernés.
| Résultats (▼dom., ►ext.)                                   | ATH | BOO | BOR | BRA | COX | DEI | DEN | RCG | HAM | IZE | LON | RCM | OUD | STN | TEM | TOR | FCT | WET |
| R. Géants Athois                                           |     | 3-0 | 1-1 | 2-2 | 1-1 | 3-1 | 1-0 | 0-0 | 2-1 | 1-1 | 0-1 | 2-1 | 2-0 | 2-1 | 1-2 | 1-0 | 4-0 | 1-1 |
| K. Rupel Boom FC                                           | 0-2 |     | 4-1 | 2-1 | 1-1 | 0-1 | 0-4 | 3-1 | 0-1 | 0-3 | 0-5 | 1-1 | 1-5 | 5-2 | 2-0 | 2-2 | 1-3 | 2-0 |
| K. SV Bornem                                               | 2-0 | 1-2 |     | 3-0 | 0-3 | 1-2 | 0-1 | 0-1 | 4-1 | 4-0 | 1-2 | 3-5 | 2-0 | 1-0 | 0-0 | 2-1 | 3-3 | 2-3 |
| K. OLSA Brakel                                             | 1-0 | 4-2 | 2-1 |     | 2-1 | 1-2 | 7-2 | 3-1 | 2-2 | 1-1 | 2-1 | 2-2 | 2-2 | 4-2 | 3-1 | 1-0 | 4-3 | 3-0 |
| K. VV Coxyde                                               | 2-2 | 4-1 | 1-1 | 2-0 |     | 1-0 | 2-0 | 1-1 | 2-0 | 2-2 | 3-2 | 2-3 | 2-1 | 3-2 | 2-0 | 4-1 | 0-2 | 5-0 |
| KM SK Deinze                                               | 1-4 | 2-2 | 3-0 | 0-0 | 2-1 |     | 1-1 | 0-2 | 5-1 | 0-0 | 3-1 | 0-2 | 2-0 | 0-0 | 1-0 | 1-1 | 4-1 | 3-0 |
| FC Verbr. Dender EH                                        | 1-1 | 3-0 | 0-2 | 2-0 | 0-2 | 0-4 |     | 2-1 | 3-1 | 2-1 | 0-0 | 1-1 | 1-2 | 1-3 | 0-1 | 2-3 | 2-2 | 0-0 |
| K. FC Gent-Zeehaven                                        | 2-0 | 2-2 | 2-2 | 1-2 | 3-0 | 3-0 | 3-1 |     | 2-2 | 0-1 | 0-2 | 2-0 | 1-2 | 2-1 | 3-2 | 1-3 | 0-0 | 4-1 |
| K. FC Vigor Wuitens Hamme                                  | 2-1 | 2-0 | 1-5 | 0-1 | 3-3 | 2-2 | 5-0 | 3-0 |     | 0-2 | 1-2 | 2-3 | 1-3 | 1-1 | 4-1 | 3-2 | 2-1 | 2-2 |
| K. FC Izegem                                               | 2-2 | 0-3 | 1-2 | 3-2 | 2-4 | 1-1 | 3-4 | 1-2 | 1-2 |     | 2-3 | 2-2 | 0-5 | 1-1 | 2-2 | 2-0 | 2-1 | 2-2 |
| K. Londerzeel SK                                           | 1-1 | 0-1 | 1-0 | 3-1 | 3-3 | 2-2 | 3-1 | 2-0 | 1-0 | 0-1 |     | 0-0 | 0-2 | 3-2 | 1-0 | 0-0 | 1-1 | 0-1 |
| K. RC Mechelen                                             | 3-0 | 2-0 | 4-3 | 3-1 | 2-0 | 1-0 | 1-0 | 2-2 | 4-3 | 4-1 | 2-1 |     | 3-0 | 2-0 | 0-2 | 3-0 | 1-1 | 6-2 |
| K. SV Oudenaerde                                           | 3-0 | 2-0 | 3-1 | 2-2 | 1-1 | 2-0 | 2-0 | 3-1 | 2-2 | 1-0 | 3-2 | 3-2 |     | 1-0 | 3-4 | 3-0 | 1-2 | 2-1 |
| SK St-Niklaas                                              | 0-2 | 1-2 | 4-1 | 1-1 | 1-1 | 1-2 | 1-2 | 0-0 | 3-2 | 0-0 | 1-2 | 0-2 | 0-0 |     | 1-0 | 0-1 | 2-0 | 1-0 |
| K. SV Temse                                                | 3-1 | 0-0 | 2-2 | 2-0 | 2-4 | 0-2 | 1-2 | 1-3 | 0-0 | 1-2 | 3-3 | 1-1 | 1-2 | 0-4 |     | 5-0 | 3-1 | 1-0 |
| KM Torhout 1992                                            | 1-4 | 1-2 | 2-0 | 3-1 | 2-1 | 0-2 | 2-1 | 1-1 | 2-2 | 2-0 | 0-1 | 0-1 | 0-0 | 0-3 | 2-1 |     | 1-1 | 3-3 |
| R. FC Tournai                                              | 2-0 | 2-0 | 2-1 | 4-0 | 1-1 | 2-1 | 1-1 | 1-4 | 3-6 | 2-1 | 2-2 | 0-3 | 0-0 | 5-0 | 1-3 | 0-1 |     | 2-0 |
| K. Standaard Wetteren                                      | 0-0 | 1-0 | 3-0 | 2-1 | 2-1 | 0-3 | 0-5 | 2-0 | 0-0 | 1-3 | 2-4 | 0-2 | 1-3 | 1-1 | 3-1 | 1-2 | 0-1 |     |
| - Victoire à domicile - Match nul - Victoire à l'extérieur |     |     |     |     |     |     |     |     |     |     |     |     |     |     |     |     |     |     |

### Division 3B

#### Classement final
- NOTE: Les 10 premières journées composent le classement de la "première tranche". Pour rappel les 3 vainqueurs de tranche sont assurés de participer au tour final (sous réserve de l'acception de leur demande de licence pour la Division 2)
- Champion d'automne: KV Woluwe-Zaventem

| Rang | Équipe                         | Pts | J  | G  | N  | P  | Bp | Bc | Diff |
| ---- | ------------------------------ | --- | -- | -- | -- | -- | -- | -- | ---- |
| 1    | KV WOLUWE-ZAVENTEM (T1/T2)     | 70  | 34 | 21 | 7  | 6  | 68 | 31 | +37  |
| 2    | R. CS Verviétois               | 69  | 34 | 20 | 9  | 5  | 66 | 28 | +38  |
| 3    | Patro Eisden Maasmechelen (T3) | 62  | 34 | 18 | 8  | 8  | 61 | 46 | +15  |
| 4    | KV Turnhout                    | 56  | 34 | 16 | 8  | 10 | 53 | 44 | +9   |
| 5    | UR La Louvière Centre          | 53  | 34 | 14 | 11 | 9  | 53 | 46 | +7   |
| 6    | R. Union St-Gilloise           | 49  | 34 | 13 | 10 | 11 | 42 | 35 | +7   |
| 7    | K. Bocholter VV                | 49  | 34 | 13 | 10 | 11 | 50 | 48 | +2   |
| 8    | R. FC Union La Calamine        | 45  | 34 | 13 | 6  | 15 | 67 | 61 | +6   |
| 9    | K. Sporting Hasselt            | 45  | 34 | 13 | 6  | 15 | 30 | 41 | -11  |
| 10   | R. Sprimont Combl. Sp.         | 44  | 34 | 13 | 5  | 16 | 57 | 66 | -9   |
| 10   | R. UW Ciney                    | 43  | 34 | 11 | 10 | 13 | 51 | 48 | +3   |
| 12   | R. Cappellen FC                | 42  | 34 | 12 | 6  | 16 | 45 | 64 | -19  |
| 13   | K. Diegem Sport                | 41  | 34 | 12 | 5  | 17 | 46 | 62 | -16  |
| 14   | K. Berchem Sport               | 40  | 34 | 11 | 7  | 16 | 48 | 55 | -7   |
| 15   | K. FC Oosterzonen Oost.        | 39  | 34 | 12 | 3  | 19 | 45 | 69 | -24  |
| 16   | K. SC Grimbergen               | 37  | 34 | 9  | 10 | 15 | 47 | 61 | -14  |
| 17   | R. Charleroi Fleurus           | 36  | 34 | 11 | 3  | 20 | 45 | 64 | -19  |
| 18   | R. FC Huy                      | 35  | 34 | 9  | 8  | 17 | 37 | 42 | -5   |

#### Tableau des rencontres de la Série
Les numéros des 5 dernières journées sont indiqués aux rencontres concernées
| Résultats (▼dom., ►ext.)                                   | BSP | BOC | CAP | RCF | CIN | DIE | EIS | GRI | HAS | HUY | CAL | LAL | OOS | SPR | USG | TUR | CSV | WZA |
| K. Berchem Sport                                           |     | 0-1 | 3-2 | 1-0 | 0-1 | 0-0 | 0-6 | 1-1 | 1-1 | 2-1 | 5-1 | 1-2 | 4-0 | 0-2 | 0-1 | 1-3 | 0-3 | 3-2 |
| K. Bocholter VV                                            | 2-2 |     | 1-3 | 4-1 | 2-2 | 2-0 | 1-1 | 4-1 | 1-2 | 1-0 | 0-4 | 1-1 | 2-0 | 4-1 | 1-1 | 1-1 | 1-2 | 1-1 |
| R. Cappellen FC                                            | 0-2 | 1-3 |     | 2-1 | 2-0 | 1-3 | 3-0 | 1-1 | 3-1 | 2-0 | 2-0 | 1-3 | 0-1 | 3-1 | 2-2 | 3-1 | 0-5 | 1-5 |
| R. Charleroi Fleurus                                       | 2-0 | 0-0 | 4-1 |     | 1-0 | 3-2 | 1-3 | 1-0 | 2-0 | 3-0 | 4-3 | 2-3 | 0-1 | 1-1 | 0-1 | 0-2 | 4-3 | 1-3 |
| R. Union Wallonne Ciney                                    | 1-1 | 2-0 | 0-1 | 3-1 |     | 1-2 | 0-0 | 2-4 | 1-2 | 1-1 | 3-2 | 0-0 | 3-1 | 3-3 | 0-2 | 5-1 | 2-0 | 6-0 |
| K. Diegem Sport                                            | 5-1 | 0-0 | 1-2 | 1-0 | 2-2 |     | 1-1 | 1-2 | 1-0 | 0-3 | 3-2 | 2-1 | 2-2 | 4-2 | 1-0 | 0-2 | 0-2 | 0-4 |
| Patro Eisden Maasmechelen                                  | 2-1 | 4-1 | 1-1 | 4-2 | 1-2 | 1-2 |     | 1-1 | 3-0 | 1-1 | 2-1 | 1-1 | 2-0 | 1-2 | 1-0 | 2-0 | 2-0 | 3-2 |
| K. SC Grimbergen                                           | 1-3 | 1-3 | 1-1 | 2-1 | 2-4 | 4-3 | 1-2 |     | 0-0 | 0-2 | 3-2 | 3-0 | 5-2 | 0-1 | 0-0 | 2-2 | 3-2 | 0-2 |
| K. Sporting Hasselt                                        | 2-1 | 1-0 | 1-0 | 0-2 | 0-1 | 1-0 | 0-2 | 2-1 |     | 3-0 | 0-3 | 1-0 | 0-1 | 0-1 | 3-1 | 2-3 | 1-2 | 0-0 |
| R. FC Huy                                                  | 0-1 | 0-1 | 0-0 | 3-1 | 4-1 | 0-1 | 2-3 | 0-0 | 4-0 |     | 0-0 | 1-3 | 0-1 | 2-1 | 1-1 | 1-0 | 0-1 | 0-1 |
| R. FC Union La Calamine                                    | 2-2 | 1-2 | 2-1 | 2-1 | 2-2 | 5-1 | 1-2 | 3-1 | 0-1 | 5-2 |     | 2-2 | 2-3 | 2-0 | 2-1 | 4-1 | 0-0 | 6-3 |
| UR La Louvière Centre                                      | 3-2 | 5-2 | 1-1 | 0-1 | 2-0 | 2-1 | 5-0 | 5-2 | 0-0 | 1-1 | 2-1 |     | 1-0 | 5-0 | 1-0 | 1-1 | 1-1 | 0-1 |
| K. FC Oosterzonen                                          | 0-5 | 0-2 | 6-2 | 4-2 | 1-1 | 2-3 | 1-3 | 0-2 | 1-1 | 2-0 | 2-3 | 2-0 |     | 5-0 | 3-0 | 0-1 | 1-3 | 1-4 |
| R. Sprimont Comblain Sport                                 | 0-3 | 1-3 | 7-1 | 3-1 | 1-0 | 3-2 | 2-3 | 3-1 | 0-3 | 1-4 | 3-0 | 3-1 | 8-0 |     | 1-1 | 3-2 | 2-2 | 1-1 |
| R. Union St-Gilloise                                       | 3-0 | 3-1 | 2-0 | 1-1 | 2-0 | 3-1 | 3-1 | 1-1 | 1-0 | 0-2 | 5-0 | 0-0 | 0-1 | 2-0 |     | 0-3 | 2-0 | 0-4 |
| KV Turnhout                                                | 2-2 | 0-0 | 1-2 | 6-1 | 1-0 | 1-0 | 5-0 | 2-0 | 4-0 | 2-1 | 1-0 | 2-2 | 1-0 | 1-0 | 1-1 |     | 0-0 | 0-3 |
| R. CS Verviétois                                           | 1-0 | 3-1 | 1-0 | 4-0 | 2-0 | 2-1 | 2-2 | 3-0 | 1-1 | 1-1 | 3-0 | 3-1 | 4-1 | 2-0 | 1-1 | 5-0 |     | 2-0 |
| KV Woluwe-Zaventem                                         | 2-0 | 3-1 | 3-0 | 1-0 | 2-2 | 5-0 | 1-0 | 1-1 | 0-1 | 1-0 | 0-0 | 3-0 | 3-0 | 3-0 | 2-1 | 2-0 | 0-0 |     |
| - Victoire à domicile - Match nul - Victoire à l'extérieur |     |     |     |     |     |     |     |     |     |     |     |     |     |     |     |     |     |     |

## Déroulement de la saison

### Série A

#### Première période
Cette période s'écoule du 15 août 2013 au 6 octobre 2013 (sauf remises inopinées).
Pour lire le classement, se reporter au classement général jusqu'à la 10e journée.
Lors des quatre premières journées, c'est Rupel Boom qui prend le meilleur départ (10 sur 12). Les « Briquetiers » sont suivis de Coxyde et Audenarde (9) eux-mêmes devant Londerzeel (promu) et Ath (8). En fond de tableau, le RC Gand (promu) peine avec 2 unités, alors que le Vigor Hamme (1) et Temse (0) ferment la marche.
Audenarde, Ath et Coxyde s'inscrivent comme les ténors de la série lors des journées 6 et 7. À l'opposé, Rupel Boom rentre dans le rang avec trois revers consécutifs. Le R. FC Tournai assure sa place en milieu de tableau avec, entre autres, un beau succès (0-2) à Coxyde. En bas de grille, si Bornem et Temse prennent des points, Wetteren (4 points) et surtout le Vigor Hamme (1 point) sont à la peine.
À l'occasion de la 8e journée, Audenarde s'impose largement (1-5, à Rupel Boom) et fait la bonne affaire à la suite du partage d'Ath à Izegem (2-2). Avec quatre points d'avance, les Flandriens (qui n'ont perdu que leur premier match à...Ath) remporteront la première période s'il battent Izegem lors de la journée 9. Les deux derniers Wetteren et Hamme se neutralisent (2-2) et donc s'enlisent.
Après neuf journées, victorieux d'Izegem (0-1), Audenarde est assuré du gain de la 1re période. Les Flandriens comptent trois points et deux victoires d'avance sur les « Géants ».
À l'occasion de la 10e journée, le leader Audenarde est tenu en échec (0-0) à Tournai. Londerzeel et Coxyde se glissent aux 2e et 3e rang car les Géants Athois, derniers invaincus, subissent leur première défaite (1-0 à OLSA Brakel).

#### Deuxième période
Cette période s'écoule du 12 octobre 2013 au 19 janvier 2014 (sauf remises inopinées).
Audenarde, vainqueur de la 1re période marque le pas avec deux partages puis une étonnante défaite (3-4) contre Tamise alors classé 14e. À la suite de la treizième journée, un regroupement s'opèrent en tête du classement général : Audenarde, Londerzeel et le RC Malines totalisent 27 points, suivis de Ath (25). C'est Izegem qui prend le meilleur départ de la 2e période avec 9 sur 9.
Lors de la 14e journée, Audenarde et Deinze sont les seuls représentants du sextet de tête à s'imposer. Deinze occupe seule le commandement de la 2e période avec 10 points pour 9 à Hamme et Tamise, suivis du RC Malines (8).
Audenarde conserve son leadership pour enlever le titre honorifique de « champion d'automne » à la fin de la 17e journée. Cependant les Flandriens s'essoufflent et voient le RC Malines, Londerzeel mais aussi Deinze se rapprocher. Sans sombrer, les Géants Athois lâchent un peu de lest malgré un beau succès (3-0) contre le RC Malines en clôture du premier tour. Les « Mauves et Jaunes » auront vaincu les deux meneurs lors de la première et de la dernière journée.
Le second tour est entamé et la série reste passionnante. Lors de la 19e journée, le K. RC Mechelen gagne le sommet (3-0) contre Oudenaarde auquel il ravit la première place à la trêve de confiseurs. Dans la seconde moitié du classement. Le Vigor Hamme a pris de précieux points et quitté de la « zone rouge » alors que Wetteren se bat avec énergie pour en sortir. Torhout a glissé à la dernière place alors que le R. FC Tournai sent la menace se rapprocher sérieusement. Les Sang et Or n'ont plus que trois unités d'avance sur le barragiste (Hamme et Bornem totalisent 18 points).

#### Troisième période
Cette période s'écoule du 1er février 2014 au 4 mai 2014 (sauf remises inopinées).
La lutte pour le titre se résume à un duel à distance entre le RC Mechelen et Oudenaerde. À cinq journées de la fin, les « Rats » malinois comptent 4 unités d'avance. Au fil des semaines, la situation reste compliquée pour le Standaard Wetteren et Torhout. Dender est également menacé. Après une deuxième tranche calamiteuse, Tournai se reprend magistralement. À cinq journées de la fin, le « matricule 26 » occupe la tête de la dernière période, avec un point d'avance sur Oudenaerde et le RC Malines. Ne devant plus affronter que des équipes de la seconde moitié du tableau, Tournai a un joli coup à jouer même si des équipes qui jouent leur survie ne sont jamais aisées. Reste aussi à obtenir la licence pour le « football rémunéré », sésame obligatoire pour prendre part au tour final.
Les quatre premiers du général s'imposent lors de la 30e journée. Le Gand-Zeehaven bat Ath et reste en course pour le gain de la tranche. En bas de tableau, Torhout, vainqueur à Tournai qui perd la tête de la période, poursuit sa quête de sauvetage, mais reste menacé alors que Wetteren, battu à Brakel, s'enfonce. 

##### La montée par défaut?
Une situation curieuse apparaît à l'issue de cette trentième journée. Le RC Malines, longtemps mené (2-0) à Coxyde, y arrache la victoire (2-3). Avec ce succès, le « matricule 24 » n'est pas encore assuré de remporter le titre de la série, mais par contre est certain de terminer « premier montant possible ». En effet, Oudenaarde et Londerzeel (2e et 3e du général) n'ont pas demandé de licence pour accéder à la D2. Deinze premier poursuivant ayant demandé une licence est distancé de 13 unités et ne peut donc plus dépasser les Malinois.
Le suspense n'ayant plus cours dans le haut, c'est dans le fond du classement que persiste l'incertitude. Avec 6 unités de retard sur le « barragiste » Wetteren est virtuellement descendant. St-Nicolas/Waas (32) et Bornem (32) sont juste devant le « Standaard » avec deux longueurs de retard sur Dender (34) et trois par rapport à Torhout (35) auteur d'une remontée impressionnante. Temse (36) et Izegem (37) ne sont pas encore tirés d'affaire mathématiquement. Les « rouges et noirs » flandriens alignent un très pauvre « 4 sur 30 » lors de la dernière période, doivent recevoir le leader malinois puis se rendre à Tournai.
Qui au tour final ?
L'avant-dernière journée permet au Racing de Malines de fêter officiellement le titre de champion. Le « matricule 24 » a été accroché à Izegem (2-2), lequel assure son maintien avec ce point. Audenarde n'a pu faire mieux qu'un partage (1-1) contre Coxyde et reste donc à 4 unités. Torhout poursuit sa 3e période de rêve et pointe à 3 unités de deux premiers de la tranche. Il faudrait cependant un miracle à la différence de but pour que le Flandriens décrochent ce titre honorifique. Deinze est assuré de participer au tour final, mais en compagnie de qui ? Il faut attendre les derniers traitements des demandes de licences. Pour rappel, l'URBSFA repêche jusqu'à la 8e place du général en cas de dossier de licence en ordre. Dans cette série, il apparaît que seul Deinze ait rentré une demande.
Avant la clôture, les incertitudes sont au nombre de trois. St-Nicolas (qui reçoit Dender) ne peut plus se sauver directement mais peut encore dépasser Bornem pour la place de « barragiste ». Bornem, s'il gagne contre Audenarde, peut encore coiffer Tamise si celui-ci perd contre Hamme.
Mais la dernière journée n'apporte pas de changement à la situation des mal lotis. St-Nicolas/Waas battu par Dender est relégué pour la seconde saison de suite. Bornem s'impose (2-0) contre Audenarde, mais reste « barragiste » en raison du partage (0-0) obtenu par Temse contre le Vigor Hamme.

### Série B

#### Première période
Cette période s'écoule du 15 août 2013 au 6 octobre 2013 (sauf remises inopinées).
Lors des quatre journées initiales, Woluwe-Zaventem réalise un sans-faute (12 sur 12). La Calamine à la suite de deux unités. Les promus de Sprimont et d'Oosterwijk réussissent leur entame de compétition avec respectivement 9 et 8 points. En fond de grille, on retrouve Turnhout (1) puis Diegem et Berchem Sport (0).
Woluwe-Zaventem poursuit son excellent début de championnat avec 7 victoires consécutives. Grimbergen, Verviers et l'Union St-Gilloise tentent de s'accrocher, même si cette dernière est surprise à domicile par Turnhout (0-3) qui remporte son premier succès. Candidate aux places d'honneur, La Louvière chaloupe son départ et se retrouve à 10 longueurs du leader. Charleroi-Fleurus (après un 1 sur 15) s'inquiète, mais s'éloigne du fond du classement avec le retour de l'entraîneur Kazimierz Jagiello et une victoire contre Berchem Sport Celui-ci (1 point) et Diegem (0 sur 21) sont en grandes difficultés.
Le leader Woluwe-Zventem perd ses premières unités en étant tenu en échec à domicile (2-2) par Ciney. Verviers intraitable à domicile (12 sur 12) revient à 5 points et maintient un léger suspense pour la première période. KVZW se l'assurera s'il ne s'incline pas à Huy ou si Verviers ne gagne pas à Eisden lors de la journée 9. Malgré sa perf' chez le meneur, Ciney reste menacé en compagnie de Charleroi-Fleurus (battu 2-1 à la Calamine). Berchem Sport et Diegem Sport se quittent dos à dos (0-0) et restent englués aux deux dernières positions avec 0 victoire.
Lors de la 9e journée, Woluwe-Zaventem s'impose (0-1) à Huy et s'adjuge la première période, d'autant que Verviers est défait (2-0) à Eisden. Les « Aviateurs » totalisent huit longueurs d'avance sur les « Béliers » et La Louvière large vainqueur de Bocholt (5-2). En fond de grille, Ciney et Charleroi-Fleurus sont en péril d'autant que Diegem a conquis sa première victoire (3-2 contre La Calamine) et que Berchem Sport signe deux larges victoires consécutives (0-5 à Oosterwijk puis 5-1 contre La Calamine en match d'alignement).
Première défaite du leader lors de la 10e journée : Woluwe-Zaventem est surpris (0-1) par Hasselt. Verviers écarte La Louvière (3-1) et revient à 5 points du meneur.

#### Deuxième période
Cette période s'écoule du 12 octobre 2013 au 19 janvier 2014 (sauf remises inopinées).
Woluwe-Zaventem poursuit son « petit bonhomme de chemin » et totalise 10 points d'avance sur ses premiers poursuivants qui perdent de nouveau quelques plumes. Ainsi Verviers partage (1-1) contre Huy, tout comme La Louvière (2-2) contre La Calamine. Ciney réussit un intéressant 6 sur 6 qui lui permet de s'éloigner un peu de la zone dangereuse. Le KV Turnhout se révèle de plus en plus impressionnant avec un remontée spectaculaire au classement.
La 13e journée permet aux deux leaders d'accentuer leur position. Woluwe-Zaventem et Verviers gagnent de concert alors que La Louvière et Turnhout se neutralisent au Tivoli (1-1). Vainqueur au Patro Eisden, Sprimont-Comblain monte sur le 3e marche du podium. Charleroi-Fleurus reste coincé en bas de tableau avec 4 sur 9 en ce début de période. À la suite de ces résultats jugés trop moyens, Kasimierz Jagiello, le 2e entraîneur du « RCF » depuis la saison est déjà remercié ! Par contre, la RUW Ciney poursuit son redressement avec un joli 9 sur 9 avant de se rendre à Turnhout.
Lors de la 14e journée, Turnhout confirme sa bonne forme en disposant de Ciney (1-0) et revient à égalité de points (10) avec Woluwe-Zaventem (1-1 à Bocholt) au classement de la 2e période. Au général, Sprimont (victorieux 3-1 de La Louvière)et Verviers (qui a écarté Grimbergen 3-0) tentent de s'accrocher derrière des « Aviateurs ».
Si Woluwe-Zaventem conserve son leadership et engrange le titre de « champion d'automne » sa belle avance fond sérieusement. La fin du premier tour et l'entame du second sont marquées par la révolte des équipes mal classées. Le classement se resserre fortement au-delà de la 7e place. Après 9 journées, on retrouve en tête de la 2e période Diegem Sport qui fut pourtant longtemps lanterne rouge du général. Dans ce classement particulier, Charleroi-Fleurus et Ciney sont aussi au contact avec les trois meneurs du général : Woluwe-Zaventem, Verviers et Sprimont.
Le CS Verviétois, que des rumeurs citaient mal en point financièrement et donc tout étonné d'être si bien classé, reçoit un joli coup de pouce au moral. Non seulement les « Béliers » sont revenus à trois unités de Woluwe-Zaventem mais entendent la confirmation de l'arrivée d'un nouveau partenaire auprès de leur direction en la personne de l'acteur Pierre Richard. Actif comme vigneron, le comédien a été amené en bord de Vesdre par le biais de la société Staessen qui commercialise ses vins.
Verviers est en bonne position pour le gain de la période, mais il est accroché (0-0) à Turnhout lors de la 11e journée. Rejoint au nombre de points par Woluwé-Zaventem, le « matricule 8 » doit laisser la tranche aux « Aviateurs » qui possèdent une meilleure différence de buts.

#### Troisième période
Cette période s'écoule du 1er février 2014 au 4 mai 2014 (sauf remises inopinées).
Alors que de leur côté, le Patro Eisden et Turnhout reste candidats au gain de la dernière période, le coude-à-coude se poursuit entre les deux meneurs. À cinq journées de la fin, Woluwe-Zaventem (61) devance Verviers (59) et le « Patro » (59). En ce qui concerne la relégation, la série reste terriblement passionnante et incertaine. Après 29 rencontres, neuf clubs restent groupés sur 7 unités. L'Union La Calamine (37) est la mieux placée devant Ciney et Hasselt (35). Charleroi-Fleurus, Diegem et Berchem (33) sont en danger alors que Huy (31) est barragiste, devant le duo Oostezonen-Grimbergen (30). Plusieurs équipes font des « montagnes russes » pendant ce championnat. L'exemple le plus notable est celui de Charleroi-Fleurus qui, après un début très mitigé et un double changement d'entraîneur, réalise une belle deuxième tranche. Malheureusement pour eux, les « Orangés » cafouillent avec un piètre « 1 sur 12 » en entamant la dernière période.
Lors de la 30e journée, Woluwé-Zaventem (64), large vainqueur (1-5) à Cappellen, porte à nouveau son avance à 4 points car Verviers (60) est accroché (0-0) par Hasselt. Le Patro Eisden s'impose (2-3) à Sprimont et fait une excellents opération pour le gain de la période en s'isolant avec 4 points de mieux que le premier poursuivant (Verviers). Dans la lutte pour le maintien, Berchem (contre Huy) et Diegem (contre l'Union St-Gilloise) ont gagné sans oublier Oosterzonen qui est allé s'imposer à Charleroi-Fleurus (0-1). Huy et Grimbergen sont sur les siéges descendants. Charleroi-Fleurus ne devance le « barragiste » Oosterzonen qu'à la différence de buts.
Lors de la 31e journée, Verviers va à la faute à Grimbergen et laisse Woluwé-Zaventem s'éloigner de 7 points. La semaine suivante, un beau baroud d'honneur des Lainiers leur permet de battre le leader et de ramener l'écart à 4 unités. Un succès « pour la gloire » car il est très peu probable que le « matricule 8 » reçoive la licence pour le football rémunéré. Ne pouvant monter en D2, il ne devrait même pas prendre part au tour final. L'accession à celui-ci st disputée par le Patro Eisden (3e du général et en tête de la dernière période), Turnhout et aussi La Louvière. Mais les « Loups » obtiendront-ils le fameux sésame ?
Loin de ces considérations administrativo-sportives, la lutte pour le maintien reste incertaine. Ciney et La Calamine (39) devraient s'en tirer. Par contre, Berchem Sport (36), Oosterzonen Oosterwijk (35), Grimbergen (34), Charleroi-Fleurus (34) et surtout Huy (32).
À l'occasion de la 33e journée, le KV Woluwe-Zaventem décroche le titre en s'imposant (2-0) contre Berchem Sport. De son côté, Verviers large vainqueur à Cappellen (0-5) est à quatre points, mais est assuré de terminer à une 2e place inattendue à l'entame de la saison.
Le Patro Eisden bat Oosterwijk et s'adjuge la dernière periode. Comme Veriers n'ayant pas accès au tour final (pas de licence pour la D2), Turnhout (victorieux 2-3 à Hasselt) est assuré de participer au tour final également (car le champion a gagné deux périodes). La Louvière attend la décision de la Cour Belge d'Arbitrage du Sport (CBAS) quant à sa demande de licence.
En bas de tableau, Grimbergen avait une belle carte à jouer en recevant La Calamine et la utilisée, avec le but de la victoire inscrit dans le temps ajouté par son capitaine Oztürk. Les Brabançons sont maîtres de leur sort mais doivent se déplacer à Turnhout pour la clôture.
La situation la plus claire est celle de Charleroi-Fleurus qui ne peut plus espérer qu'au mieux la place de « barragiste ». Il lui faut battre un R. FC Huy qui doit absolument s'imposer pour encore espérer. Oosterzonen (36) sera descend s'il perd contre La Louvière et que Charleroi-Fleurus gagne. Berchem (qui reçoit Cappellen) et Grimbergen sont hors d'atteinte s'ils gagnent leur dernière rencontre. Dans le cas contraire, il leur faut compter avec les résultats d'Oosterzonen et de Huy. Un partage n'est pas suffisant en cas de succès des Hutois.
Deux jours avant la journée de clôture, la CBAS rend publique ses décisions dans les dossiers de demande de licence pour le football rémunéré. L'Union St-Gilloise et Berchem Sport reçoivent leur sésame. Une question gênante se pose: toutes les équipes vont-elles jouer le jeu à fond lors de la dernière journée ?
Charleroi Fleurus remporte sa dernière rencontre (3-0) contre Huy, mais est malgré cela relégué à la suite de la victoire d'Oosterzonen (2-0) devant La Louvière. Ce club ayant appris la veille de cette partie que sa demande de licence était rejetée par la CBAS n'a sans doute évolué dans les meilleures conditions psychologiques. Les Campinois assurent leur sauvetage sur le fil, car Grimbergen s'incline (2-0) à Turnhout et se retrouve « barragiste ».
Le lundi 5 mai 2014, l'UR La Louvière Centre. Les "Loups" entament une action en référé devant les tribunaux civils. Quelques jours plus tard, le club est débouté et sa demande jugée irrecevable. Des changements au sein de la direction sont annoncés en vue de la saison prochaine.

## Attribution du titre de champion de Division 3
Cette rencontre est jouée en une seule manche sur le terrain de la première équipe tirée au sort (un accord entre les clubs concernés peut intervenir quat au choix de la localisation)
Vendredi 9 mai 2014 : K. RC MECHELEN - KV Woluwe-Zaventem 3-2

## Tour final D3
Ce tour final offre une place en Division 2. Le tirage au sort des rencontres (aller/retour) est effectué le lundi 5 mai 2014 au siège de l'URBSFA.

### Participants
- Série A = KM SK Deinze (seul candidat de cette série)
- Série B = Patro Eisden Maasmechelen, KV Turnhout, R. Union St-Gilloise,
- Barragiste de Division 2 = Hoogstraten VV

En raison de l'inéquation des demandes de licences pour le football rémunéré (hors champions: une seule en « série A » pour 5 en « série B »), conjuguée au refus rencontré par celle de l'UR La Louvière Centre, la fédération belge décide que le tour final 2013-2014 se dispute avec 5 au lieu de 8 équipes. Les deux premiers clubs de D3 tirés sont exemptés de la première journée. À partir da 2e journée, le tournoi se poursuit comme traditionnellement.

### Programme
Les matches se jouent par aller/retour, avec prolongation éventuelle et tirs au but à la suite de la manche retour (les buts marqués en déplacement sont prépondérants).
| |                              |                              | Score |                         |                              |                              | Score |
| Le tour final proprement dit se dispute par matches à élimination directe: Quarts, Demis et enfin Finale. |                              |                              |       |                         |                              |                              |       |
| Première journée - quarts de finale - Aller le 11 mai / Retour le 15 mai                                  |                              |                              |       |                         |                              |                              |       |
| Q1 Aller                                                                                                  | K. Patro Eisden Maasmechelen |                              | bye   | Retour                  |                              |                              |       |
| Q2 Aller                                                                                                  | KM SK Deinze                 |                              | bye   | Retour                  |                              |                              |       |
| Q3 Aller                                                                                                  | R. Union St-Gilloise         | KV Turnhout                  | 0-3   | Retour                  | KV Turnhout                  | R. UNION ST-GILLOISE         | 1-4   |
| Deuxième journée - demi-finales - Aller le 18 mai / Retour le 22 mai                                      |                              |                              |       |                         |                              |                              |       |
| D1 Aller                                                                                                  | R. Union St-Gilloise         | KM SK Deinze                 | 2-0   | Retour                  | KM SK Deinze                 | R. UNION ST-GILLOISE         | 1-0   |
| D2 Aller                                                                                                  | K. Patro Eisden Maasmechelen | Hoogstraten VV (II)          | 3-0   | Retour                  | Hoogstraten VV (II)          | K. PATRO EISDEN MAASMECHELEN | 1-2   |
| Troisième journée - Match de classement - Une seule manche, pour une place éventuelle en D2, le 25 mai.   |                              |                              |       |                         |                              |                              |       |
| 3/4 | KM SK DEINZE                 | Hoogstraten VV               | 5-0   | (forfait d'Hoogstraten) |                              |                              |       |
| Troisième journée - FINALE - Aller le 25 mai / retour le 29 mai                                           |                              |                              |       |                         |                              |                              |       |
| FIN Aller                                                                                                 | R. Union St-Gilloise         | K. Patro Eisden Maasmechelen | 2-1   | Retour                  | K. PATRO EISDEN MAASMECHELEN | R. Union St-Gilloise         | 2-0   |

- K. Patro Eisden Maasmechelen monte en Division 2.

## Résultat duTour final des Promotions

### Participants
Ces clubs sont signalés « sous réserves » qu'ils ne soient champion de leur série, ou barragistes pour le maintien, ou relégués.
- Barragistes de D3 : K. SV Bornem, K. SC Grimbergen
- Série A : OMS Ingelmunster, K. VK Westhoek, K. FC Wt-Eloois-Winkel Sport.
- Série B : K. FC Duffel, R. Léopold Uccle Woluwé FC, K. FC Sp. St-Gillis/Waas.
- Série C : K. FC Esperanza Neerpelt, RC Hades, K. Overpeltse VV
- Série D : R. FC de Liège, R. Aywaille FC, R. FC Cité Sport GH

### Programme
L'ordre des rencontres se fait lors d'un tirage au sort qui a lieu dans les locaux de l'URBSFA, le lundi 5 mai 2014, au siège de la fédération.
Les vainqueurs des matches no 11 et no 12 montent ou restent en Division 3.
NOTE: Avant le début du tour final, les clubs du K. FC Esperanza Neerpelt et du K. Overpeltse VV confirment leur fusion en vue de la saison prochaine, sous la dénomination du « K. FC Esperanza Pelt », théoriquement sous le matricule du « FC Esperanza ». Une « équipe B » sera relancée en P4.
|                                                         |                           |                            | Score | Prol | TaB |
| Première journée - le 11 mai 2014                       |                           |                            |       |      |     |
| 1                                                       | K. FC ESPERANZA NEERPELT  | RC Hades                   | 1-0   |      |     |
| 2                                                       | R. AYWAILLE FC            | R. Léopold Uccle Woluwé FC | 1-0   |      |     |
| 3                                                       | K. FC Duffel              | K. OVERPELTSE VV           | 2-2   | 2-3  |     |
| 4                                                       | R. FC de Liège            | R. FC CITÉ SPORT GH        | 1-3   |      |     |
| 5                                                       | K. VK WESTHOEK            | K. Sporting St-Gillis/Waas | 5-0   |      |     |
| 6                                                       | K. ST-ELOOIS-WINKEL SPORT | OMS Ingelmunster           | 2-1   |      |     |
| Deuxième journée - le 18 mai 2014                       |                           |                            |       |      |     |
| 7                                                       | K. SC GRIMBERGEN (III)    | K. Overpeltse VV           | 5-3   |      |     |
| 8                                                       | K. VK Westhoek            | K. ST-ELOOIS-WINKEL SPORT  | 1-2   |      |     |
| 9                                                       | R. Aywaille FC            | R. FC CITÉ SPORT GH        | 2-3   |      |     |
| 10                                                      | K. FC Esperanza Neerpelt  | K. SV BORNEM (III)         | 1-3   |      |     |
| Troisième journée - le 25 mai 2014                      |                           |                            |       |      |     |
| 11                                                      | K. SC GRIMBERGEN (III)    | K. St-Eloois-Winkel Sport  | 2-1   |      |     |
| 12                                                      | R. FC Cité Sport GH       | K. SV BORNEM (III)         | 1-2   |      |     |
| Quatrième journée - Repêchage éventuel - le 29 mai 2014 |                           |                            |       |      |     |
| 13                                                      | K. ST-ELOOIS-WINKEL SPORT | R. FC Cité Sport GH        | 3-0   |      |     |

- K. SC Grimbergen et K. SV Bornem assurent leur maintien en Division 3.
- Le KVC Sint-Eloois-Winkel Sport est promu en Division 3 à la suite de l'arrêt d'activité du RWDM Brussels FC.

## Débuts en Division 3
Un club évolue pour la toute première fois de son Histoire au 3e niveau national du football belge. Il est le 304e club différent à jouer à ce niveau.
- K. FC Oosterzonen Oosterwijk 64e club anversois différents au 3e niveau national belge.

## Relégués en Promotion
À la fin de la saison quatre clubs sont relégués en Promotion en vue de la saison suivante:
- R. Charleroi-Fleurus (peu après la fin des compétitions le matricule 5192 est cédé et devient R. FRancs Borains à Boussu.)
- R. FC Huy
- SK St-Niklaas
- K. Standaard Wetteren